# 甜蜜股關節
「甜蜜股關節」（日語：甘い股関節）是大堀惠在2008年10月15日發售的獨唱單曲。

## 概要
- AKB48成員首張獨唱單曲。
- 至今AKB48的發售記念活動只有握手会，但這次舉辦擁抱会。

### AKB48畢業銷售量
2008年8月25日播放的『AKB0時59分!』發表獨唱出道和銷售量要達到10,000張。翌週開始播放『最高龄偶像 大堀雌蕊25歲 邁向個人出道之路』的主題應援企劃。如果發售1個月內沒有達到銷售量，要從AKB48畢業，最終數量是1万125張。

## 收錄曲

### 通常盤
1. 甘い股関節
（作詞:秋元康　作曲・編曲:後藤次利　振り付け：パパイヤ鈴木）
日本電視台『AKB0時59分!』插入歌
日本電視台・中京電視台『AKBINGO!』插入歌[3]
2. 甘い股関節（カラオケ）

DVD
1. 「甘い股関節」ビデオクリップ
  - 成員大島麻衣・川崎希・佐藤由加理・大島優子飾夜總會小姐出演。
  - 「売り上げランキング」中小嶋陽菜・篠田麻里子・野呂佳代只有名字出現。

特典（只限日TV屋web購入）
1. めしべ応援ハンカチレプリカ色紙（めしべの香り付き）

## 備註
1. ↑  B.L.T.11月号、10月15日放送の『AKBINGO!』
2. ↑  .   [2012-05-05]. （原始内容存档于2009-01-05）.
3. ↑  實際沒被使用。
4. ↑  当初は予約購入特典だったがのちに変更。

## 外部連結
- 日TV屋web（大堀惠官方網站）